# Irenik

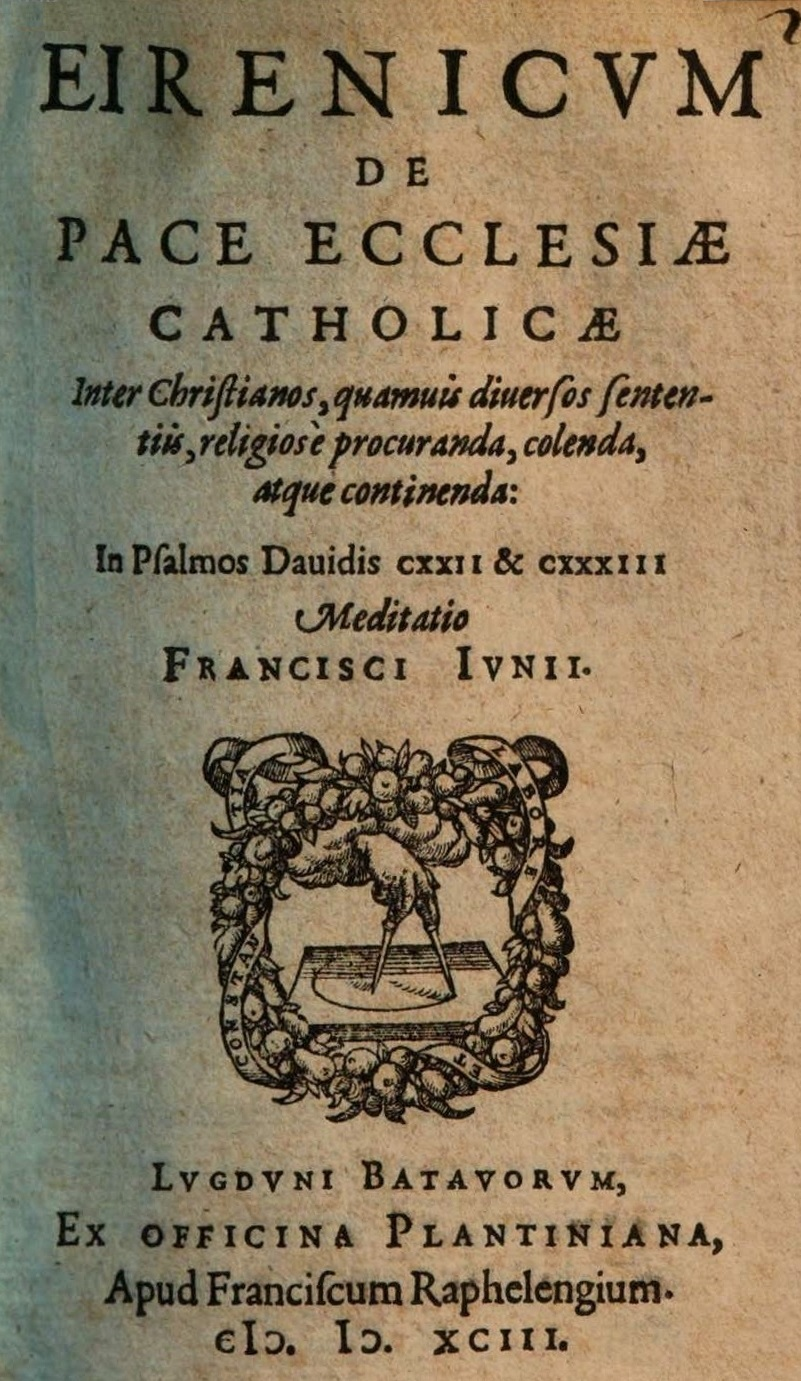
Titelseite von Franz Junius’ Eirenicum, Leiden 1593

Der Begriff Irenik (auch Irenismus von griechisch εἰρήνη eirḗnē ‚Friede‘) bezeichnet in der christlichen Theologie Versuche, christliche Konfessionen mithilfe der Vernunft auszusöhnen. Er entstammt der theologischen Aufarbeitung der Konfessionskonflikte der Frühen Neuzeit.

## Geschichte
Dem Gedanken nach schon länger präsent, erscheint der Begriff erstmals im Titel der 1593 publizierten Schrift Eirenicum des reformierten Theologen Franz Junius des Älteren. In scharfer Kritik an den gewaltsam ausgetragenen Religionskriegen betont Junius den friedensstiftenden Charakter des christlichen Glaubens und weist jegliche Form von religiös begründeter Gewalt ebenso zurück wie die scharfe Polemik, mit der viele Theologen die jeweils anderen Konfessionen überzogen.
Grundanliegen der Ireniker ist, sich auf das gemeinsame Fundament des christlichen Glaubens zu besinnen und, von dort ausgehend, in einen offenen Diskurs über die Unterschiede zu treten. Neben Franz Junius’ erwähntem Eirenicum ist das 1614 publizierte Irenicum des David Pareus (1548–1622) bekannt geworden.
Gegenbegriffe zu „Irenik“ sind Polemik (bei Pareus) und Zelotismus (im sogenannten Synkretistischen Streit). Den Irenikern war daran gelegen, Kommunikation zwischen den Konfessionen (lutherisch, reformiert, katholisch) zu ermöglichen, ohne grundlegende Glaubensnormen aufgeben zu müssen. Sie nahmen somit eine Mittelposition zwischen Exklusivismus und Relativismus ein.

## Schulrichtungen
In der Theologie werden mit dem Wort verschiedene Theologen und Schulrichtungen bezeichnet:
- Theologen der Nachreformationszeit, die die Kirchenspaltung durch Dialog zu verhindern bzw. rückgängig zu machen versuchten. Die namhaftesten Vertreter sind Franz Junius der Ältere, John Dury und David Pareus auf reformierter Seite, Georg Cassander auf römisch-katholischer Seite und Georg Calixt auf lutherischer Seite. Insbesondere von Lutheranern gab es heftigen Widerstand gegen irenische Initiativen.
- Vertreter einer postmodernen Orthodoxie, die sich theologisch auf den Consensus Ecclesiae beziehen, den noch ungeteilten Glauben der Alten Kirche, unter Betonung der ökumenischen Konzilien bis Chalcedon und der Lehren der vier großen Kirchenlehrer des Ostens (Athanasius, Basilius, Gregor von Nazianz, Johannes Chrysostomos) und des Westens (Ambrosius, Augustinus, Hieronymus, Gregor I.), die in der Ökumene rezipiert wurden. Diese Haltung findet sich insbesondere in der anglikanischen und methodistischen Kirche. Einer der bekanntesten Vertreter ist Thomas C. Oden.
- In der römisch-katholischen Kirche wurde der Begriff insbesondere von jenen gebraucht, die in der Irenik eine Gefahr für die Lehre sahen, beispielsweise in der Enzyklika Humani Generis von Papst Pius XII.; er hatte danach einen negativen Beiklang, insbesondere im Modernismusstreit.
- Eine weitere Richtung der Irenik, die besonders in der ökumenischen Bewegung vertreten ist, will die Unterschiede zwischen den christlichen Kirchen nur noch als traditionsbedingte Zufälligkeiten ohne Relevanz für die Wahrheitsfrage ansehen.

Heute ist das Wort „Irenik“ durch Begriffe wie Dialog, Konsenssuche und ökumenischer Geist fast völlig verdrängt.
Ungebräuchlich war der Begriff schon immer für die entsprechende Diskussion in nicht-christlichen Religionen und die Diskussion zwischen Kirchen und Atheisten.